# 엘가말 암호
엘가말 암호(ElGamal encryption)는 타헤르 엘가말이 1985년에 고안한, 디피-헬먼 키 교환을 바탕으로 한 공개 키 암호 방식이다.

## 절차
아래는 엘가말 암호 알고리즘을 이용하여 송신인 앨리스가 수신인 밥에게 메시지를 전달하는 절차를 설명한 것이다.

### 준비
- 차수가 소수 {\displaystyle p}인 순환군 {\displaystyle G}와 이의 한 생성원 {\displaystyle \alpha }를 정한다.
- 밥은 정수 {\displaystyle y}를 선택한다. ({\displaystyle 0\leq y\leq p-1})
- {\displaystyle \beta :=\alpha ^{y}}을 계산한다.
- {\displaystyle (p,\alpha ,\beta )}가 공개 키가 된다.

### 암호화
- 앨리스는 밥의 공개 키를 전달받는다.
- 앨리스는 밥에게 전달할 메시지 {\displaystyle m\in G}을 선택한다.
- 앨리스는 무작위로 정수 {\displaystyle k}를 선택한다. ({\displaystyle 0\leq k\leq p-1})
- {\displaystyle c_{1}:=\alpha ^{k}}과 {\displaystyle c_{2}:=\beta ^{k}m}을 계산한다.
- 앨리스가 밥에게 암호문 {\displaystyle (c_{1},c_{2})}를 전달한다.

### 복호화
- 밥은 {\displaystyle s:=c_{1}^{y}}을 계산한다. (이는 {\displaystyle \beta ^{k}}와 그 값이 동일하다.)
- 밥이 {\displaystyle c_{2}s^{-1}}을 계산하면 앨리스가 전달하고자 했던 메시지 {\displaystyle m}이 나온다.

## 안전성
위 절차에서 제3자가 공개 키 {\displaystyle (p,\alpha ,\beta )}와 암호문 {\displaystyle (c_{1},c_{2})}를 모두 안다 하더라도 여기에서 {\displaystyle m}을 찾으려면 밥만이 아는 정보인 {\displaystyle y}를 (또는 앨리스가 일회용으로 정한 수인 {\displaystyle k}를) 알아야 하는데, 이는 이산 로그 방정식 {\displaystyle \beta =\alpha ^{x}}의 해 {\displaystyle x}를 구하는 것과 동일하며, {\displaystyle p}가 크면 클수록 해를 구하기 어려워진다.

## 같이 보기
- 동형암호

## 참고 문헌
- Taher ElGamal (1985). “A Public-Key Cryptosystem and a Signature Scheme Based on Discrete Logarithms” (PDF). 《IEEE Transactions on Information Theory》 31 (4): 469–472. doi:10.1109/TIT.1985.1057074.
- Trappe, Wade; Washington, Lawrence C. 《Introduction to Cryptography with Coding Theory (Second Edition)》. Prentice Hall. 212-214쪽. ISBN 9788945001795.